# Jiangyin
Jiangyin (chiń. upr. 江阴; chiń. trad. 江陰; pinyin Jiāngyīn) – miasto w Chinach, w prowincji Jiangsu. W 2010 roku liczyło 1 013 670 mieszkańców.